# Olivier Mazel
Charles Armand Adrien Olivier Mazel (Rennes, 16 settembre 1858 – Francia, 10 marzo 1940) è stato un generale francese, che fu comandante del Ve Armée durante la seconda battaglia dell'Aisne, che vide il primo impiego in massa delle truppe corazzate francesi a Berry-au-Bac il 16 aprile 1917.

## Biografia
Nacque a Rennes il 16 settembre 1858, figlio di Alcide Hippolyte Théophile, di professione procuratore, e di Elisabeth Victoire Gautreau. Entrato all'École spéciale militaire de Saint-Cyr nel 1876, (Promotion de Plewna), ne uscì due anni dopo con il grado di sottotenente dell'arma di cavalleria. Nel luglio 1897 sposò la signorina Elisabeth Amélie Marsac. 
Colonnello nel 1905, comandò l'Ecole d'application de cavallerie di Saumur dall'agosto 1905 al giugno 1910. Promosso al grado di generale di brigata il 15 marzo 1910, comandò in successione la 2ª Brigata cacciatori a cavallo (1910-1911), la 77ª Brigata di fanteria (1911-1912), la Brigata di cavalleria dell'VIII Corpo d'armata (1912-1913), e infine la 14ª Brigata dei Dragoni (1913-1914). 
Prese parte alle fasi iniziali della prima guerra mondiale, assumendo il comando della 66ª Divisione di fanteria della riserva il 27 agosto dello stesso anno. 
Promosso generale di divisione il 27 ottobre, il giorno successivo assunse il comando della 1ª Divisione di cavalleria, per passare il 10 febbraio 1915 al comando del XXXVIII Corpo d'armata.
Dal 25 al 31 marzo 1916 ricoprì la carica di comandante interinale della Ie Armée, assumendo quindi il comando della Ve Armée che mantenendolo fino al 22 maggio 1917.
Alla testa di tale unità partecipò alla grande offensiva voluta dal nuovo comandante in capo dell'esercito francese, generale Robert Georges Nivelle che portò alla tragedia dello Chemin des Dames. Il giorno di Natale del 1916 eseguì una ricognizione sui luoghi previsti dell'attacco insieme al generale Philippe Pétain, il quale suggerì a Nivelle di cambiare la zona d'attacco in quanto riteneva lo Chemin des Dames troppo sfavorevole all'andamento delle operazioni. Tale suggerimento rimase inascoltato, nonostante avesse l'appoggio indiretto del generale Joseph Alfred Micheler, comandante del Gruppo di armate della riserva che avrebbe dovuto sfruttare l'eventuale successo dell'offensiva.
Ritenuto con Mangin, comandante della VIe Armée, e Nivelle uno dei principali responsabili della disfatta che costò elevatissime perdite umane, e portò sull'orlo dell'ammutinamento parte dei reggimenti di fanteria dell'esercito, fu sollevato dal comando, e dopo diversi mesi trascorsi in una sorta di purgatorio, trasferito alla testa della 4ª Regione militare. Mantenne tale comando dal 26 gennaio 1918 al 10 maggio 1919, passando definitivamente in posizione di riserva nel settembre 1920.
Si spense il 10 maggio 1940, il giorno dell'inizio dell'offensiva tedesca a occidente che portò rapidamente al tracollo dell'esercito francese.